# Jordy Smith
Jordan Michael "Jordy" Smith (Durban, 11 de fevereiro de 1988) é um surfista profissional sul-africano que está na World Surf League.

## Carreira
Jordy Smith começou a surfar com 6 anos. Em 2007, Jordy Smith foi campeão da World Qualifying Series. Ganhou o J-Bay Open de 2010 e 2011 na sua terra natal. Em 2010 terminou na segunda colocação no ASP World Tour, sendo a sua melhor performance.

## Títulos
| WSL World Tour Wins |                        |                |                |
| Year                | Event                  | Venue          | Country        |
| 2010                | J-Bay Open             | Jeffreys Bay   | África do Sul  |
| 2011                | J-Bay Open             | Jeffreys Bay   | África do Sul  |
| 2013                | Rio Pro                | Rio de Janeiro | Brasil         |
| 2014                | Hurley Pro At Trestles | Trestles       | Estados Unidos |
| 2016                | Hurley Pro             | Trestles       | Estados Unidos |
| 2017                | Rip Curl Pro           | Bells Beach    | Austrália      |